# NGC 7358
NGC 7358 (другие обозначения — PGC 69664, ESO 109-18) — линзообразная галактика (S0) в созвездии Тукан.
Этот объект входит в число перечисленных в оригинальной редакции «Нового общего каталога».